# Гол 2: Життя як мрія
«Гол 2: Життя як мрія» (англ. Goal II: Living the Dream) — фільм у жанрі спортивної драми режисера Хауме Кольєт-Серра, знятий в 2007. Другий фільм із трилогії «Гол!».

## Зміст
Сантьяго Муньес — молода зірка ФК «Реал Мадрид». На нього в короткий час обрушується увагу мільйонів, слава і великі гроші. Не так і просто встояти перед цими спокусами і не відірватися від своїх коренів. Але крім тернистого шляху до престижної футбольної нагороди Сантьяго не забуває про людей, яких знає вже багато років і чиї проблеми він в змозі вирішити.

## Ролі
| Актор             | Роль               |
| ----------------- | ------------------ |
| Куно Беккер       | Сантьяго Муньес    |
| Рутгер Хауер      | Руді ван дер Мерві |
| Стівен Діллейн    | Глен Фой           |
| Алессандро Нівола | Гевін Харріс       |
| Анна Фріл         | Роз Хармісон       |
| Міріам Колон      | бабуся             |
| Зінедін Зідан     | Камео              |
| Девід Бекхем      | Камео              |
| Роналдо           | Камео              |
| Ікер Касільяс     | Камео              |
| Роберто Карлос    | Камео              |
| Кармело Гомес     | Бурручага          |

## Знімальна група
- Режисер — Хауме Кольєт-Серра
- Сценарист — Майк Джеффріс, Адріан Бучарт, Террі Лоан
- Продюсер — Метт Баррелл, Марк Хаффам, Майк Джеффріс
- Композитор — Стівен Ворбек